# Svjetsko juniorsko prvenstvo u atletici 2000.
Svjetsko juniorsko prvenstvo u atletici 2000. bilo je 8. izdanje Svjetskih juniorskih prvenstava u atletici. Prvenstvo je održano u glavnog gradu Čilea Santiagu između 17. i 22. listopada 2000.
Sva natjecanja održavala su se na stadionu Estadio Nacional Julio Martínez Prádanos. 
Na prvenstvu je sudjelovalo 1122 atletičara juniora iz 151 države svijeta.

## Tablica odličja
Zemlja domaćin (Čile)

## Vanjske poveznice
- Službeni rezultati